# John Andrew Young
John Andrew Young, född den 10 november 1916 i Corpus Christi, Texas, död den 22 januari 2002, var en demokratisk politiker från Texas som satt i Representanthuset 1957-1979.